# Lyle Taylor
Lyle James Alfred Taylor (ur. 29 marca 1990 w Greenwich) – montserracki piłkarz angielskiego pochodzenia grający na pozycji napastnika w Nottingham Forest, oraz w reprezentacji Montserratu.

## Kariera
Lyle Taylor rozpoczynał seniorską karierę w Millwall. Potem grał w innych klubach z niższych lig angielskich, m.in. w Bournemouth. W 2012 wyjechał do Szkocji, gdzie reprezentował barwy Falkirk. W 2015 przeniósł się do AFC Wimbledon. Z klubem wygrał play-offy EFL League Two, strzelając bramkę w finale. W 2018 roku zaczął reprezentować barwy Charlton Athletic. Od 2020 występuje w EFL Championship w klubie Nottingham Forest. Obecnie jest wypożyczony do Birmingham City.
W reprezentacji Montserratu 27 marca 2015 w meczu z Curaçao. W tym samym meczu zdobył pierwszą bramkę. W eliminacjach do Mistrzostwach Świata 2022 zdobył 5 bramek.